# 동백중학교 (경기)
동백중학교(東栢中學校)는 대한민국 경기도 용인시 기흥구 동백동에 있는 공립 중학교이다.

## 학교 연혁
- 2005년 12월 26일 : 동막중학교 설립인가(30학급)
- 2006년 3월 1일 : 개교 및 초대 고정순 교장 취임
- 2006년 3월 2일 : 제1회 입학식 33명 (3학급)
- 2007년 2월 14일 : 제1회 졸업식 (66명)
- 2007년 3월 1일 : 동백중학교로 교명 변경
- 2023년 1월 10일 : 제17회 졸업식(졸업생 387명)
- 2023년 9월 1일 : 제6대 지일룡 교장 취임
- 2024년 1월 5일 : 제18회 졸업식
- 2024년 3월 4일 : 제19회 입학식

## 참고 자료
- 동백중학교 - 한국교육학술정보원 학교알리미